# ایان شارپ
ایان شارپ (انگلیسی: Ian Sharp؛ زادهٔ ۱۳ نوامبر ۱۹۴۶) کارگردان تلویزیونی و کارگردان فیلم اهل بریتانیا است.
از فیلم‌ها یا مجموعه‌های تلویزیونی که وی در آن‌ها نقش داشته است، می‌توان به رابین از شروود، حرفه‌ای‌ها، گولدن‌آی، چه کسی برای راجر رابیت پاپوش دوخت؟، گزینه نهایی، رؤیاهای دیروز و نام رمز: کیریل اشاره نمود.